# Timar
 Ovo je glavno značenje pojma Timar. Za druga značenja pogledajte Timar (razdvojba).
Timar (tur. od perz. tima: njegovanje, čuvanje ili od arap. timar: njegovanje bolesnika), u Osmanskom Carstvu feudalno leno koje je donosilo do 20.000 akči (srebrenjaka) godišnje (timar u užem smislu). 
Timar je davala država, tj. sultan. Davala ga je za ratne zasluge, uglavnom vojnicima ili službenicima. Najmanji je zemljišni posjed što ga je davala. Nije davan u trajno vlasništvo, nego na uporabu. 
Država (odnosno sultan) kao vrhovni vlasnik zemljišta davala je timare (kao i druga veća lena) uz obvezu da timarski spahija (sahibi-timar) vrši određenu vojnu službu, da na svakih 3.000 akči (u Europi i u Hrvata: aspra ili jaspra; kod Vujaklije: aspri)  godišnjeg prihoda daje za rat jednog konjanika i da sam ide u rat. Spahija nije imao stvarno pravo na timar (spahiluk) i nije mogao zemlju otuđiti; od nje je dobivao samo rentu (prihode u količini i vrijednosti određenoj za taj posjed). Timar je ukinut 1834. godine. Korisnik timara nazivao se i timariot.
Vlasnik timara zvao se aga.